# جعفريه (إيران)
جعفريه (بالفارسية: جعفریه) هي منطقة سكنية تقع في إيران في Jafarabad District. يقدر عدد سكانها بـ 6,635 نسمة .